# 宮川電報電話局

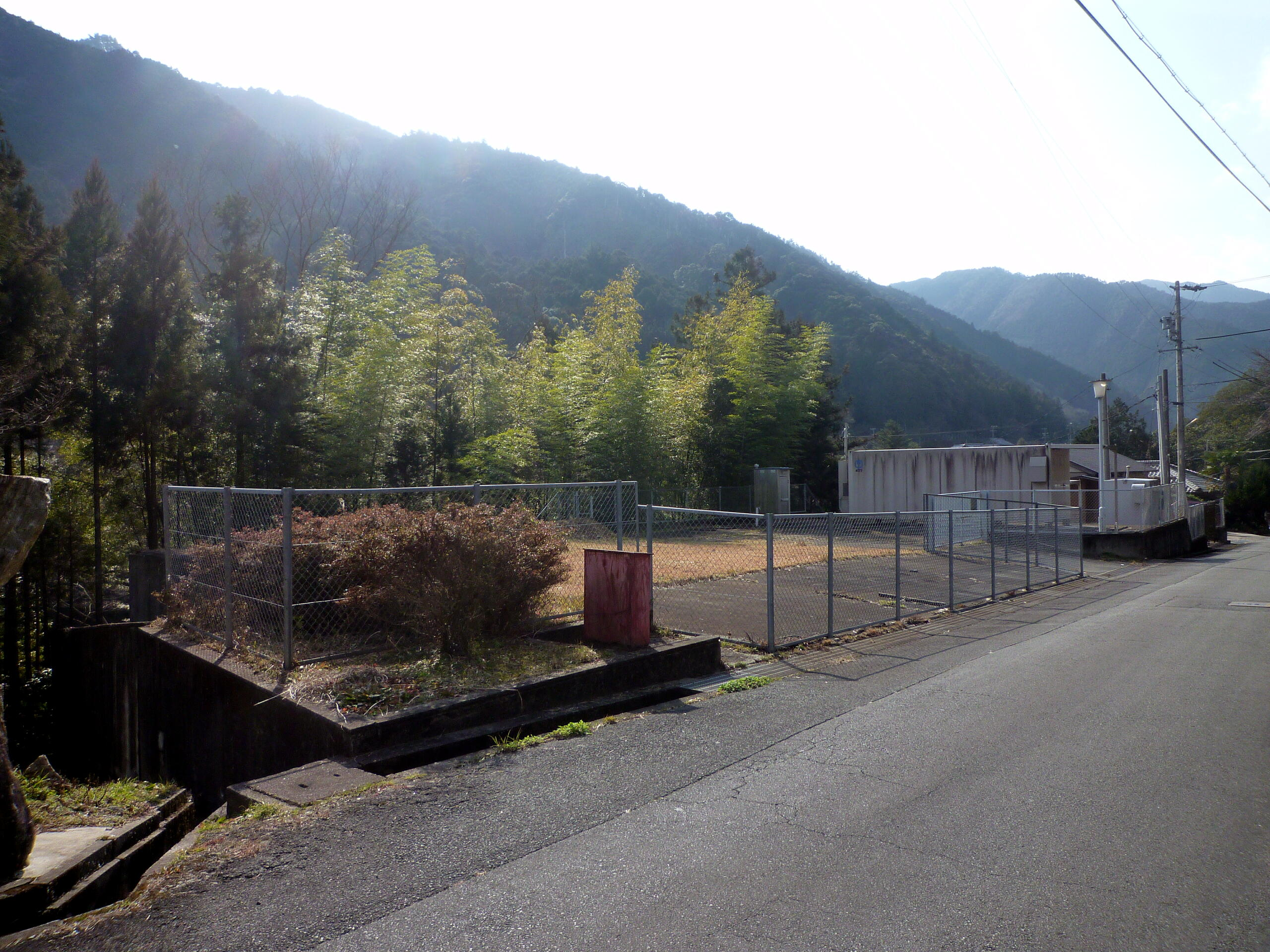
宮川電話交換所（かつて宮川電報電話局のあった場所にある）

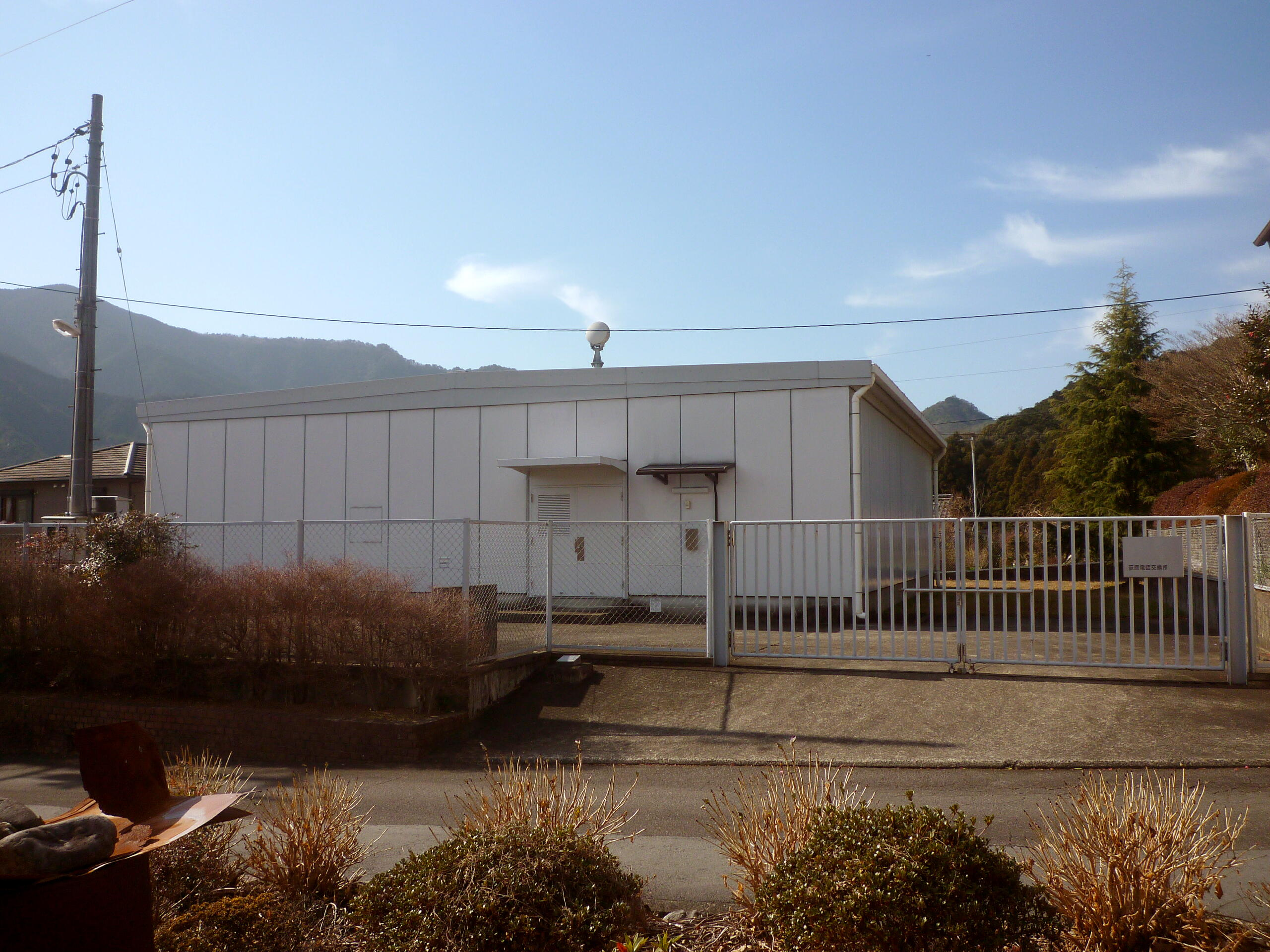
荻原電話交換所

宮川電報電話局（みやがわでんぽうでんわきょく）は三重県多気郡宮川村にあった日本電信電話公社（現：NTT西日本）の電報電話局。東海電気通信局三重電気通信部の管轄下にあった。

## 概要
- 所在地
  - 宮川電報電話局：三重県多気郡宮川村大字小滝西ノ口301-8[1]（現在は三重県多気郡大台町小滝）
  - 荻原電話交換所：三重県多気郡宮川村大字江馬（現在は三重県多気郡大台町江馬）

## 沿革
宮川村において電話が開通したのは、荻原郵便局で1936年（昭和11年）、領内郵便局および大杉谷郵便局で1939年（昭和14年）のことであったが、電話加入者は役場などに限られ、わずかな世帯であった。
電話の普及を促進するため、日本電信電話公社により、1967年（昭和42年）に荻原地区、1969年（昭和44年）に領内地区に農村集団自動電話が開通し、一般世帯へも普及し始める。
電話交換の自動化の流れに伴い、1977年（昭和52年）に自動式に対応した宮川電報電話局が建設され、各郵便局の電話業務が宮川電報電話局に集約する。
しかし、新規加入の需要が一巡し、料金の自動振替も進み、電報電話局の営業窓口を訪れる顧客が1日数人まで減少したことから、1987年（昭和62年）に営業窓口を廃止し、三瀬谷電報電話局へ統合されることとなった。

### 年表
- 1967年（昭和42年）7月8日 - 荻原農村集団自動電話が開通[4]。
- 1969年（昭和44年）5月6日 - 領内農村集団自動電話が開通[5]。
- 1977年（昭和52年）11月9日 - 宮川電報電話局が開局[6]。大杉谷郵便局の電話交換業務、領内郵便局の電話交換業務および和文電報配達業務、荻原郵便局の電話交換業務と和文電報配達業務の一部を引き継ぐ[7]。
- 1987年（昭和62年） - 三瀬谷電報電話局へ統合[2][3]。